# Корнетт, Мэтт
Мэтт Корнетт (англ. Matt Cornett; род. 6 октября 1998, Роджерс, Арканзас) — американский актер и певец. Он играет Э.Дж. Касвелл в сериале Disney+ «Классный мюзикл: Мюзикл» и является одним из главных героев фильма Disney Channel «Зомби 3».

## Биография
Корнетт родился в Роджерсе, штат Арканзас. Он переехал в Лос-Анджелес, чтобы продолжить свою актерскую карьеру. Это было незадолго до того, как Мэтт получил роль в популярном сериале TNT «Саутленд», в котором он получил престижную голливудскую премию «Молодой актёр» за лучшую мужскую роль в телесериале.
Корнетт играл постоянную гостевую роль Зака Барнса в сериале Nickelodeon «Белла и Бульдоги». Эта роль принесла ему номинацию на премию «Молодой актёр 2016».
В 2019 году Корнетт получил главную роль Элтона Джона Касвелла  в сериале Disney+ «Классный мюзикл: Мюзикл».
В 2022 году Корнетт играет роль А-Лана в научно-фантастическом музыкальном фильме «Зомби 3», который вышел на экраны 15 июля 2022 года.

## Фильмография

### Фильмы
- 2013 — «Может»
- 2015 — «Я думаю, что моя няня инопланетянка»
- 2016 — «Невообразимый»
- 2018 — «Алекс и я»
- 2022 — «Зомби 3»

### Телевидение
- 2012–2014 — «Кошмар Ю»
- 2013 — «Саутленд»
- 2015 — «Шок будущего»
- 2015 — «Клуб Дюны»
- 2015–2016 — «Белла и Бульдоги»
- 2016 — «Мыслить как преступник»
- 2016 — «Бывает и хуже»
- 2017 — «Просто нет слов»
- 2017–2018 — «Жизнь в деталях»
- 2018 — «Одни вместе»
- 2018 — «Идеальные граждане»
- 2019 — «Игроделы»
- 2019 — «Стресс до смерти»
- 2019–2020 — «Голдберги»
- 2019–2022 — «Классный мюзикл: Мюзикл»

## Награды и номинации
- Молодой актёр:
  - 2014 — Лучшая роль в телесериале - приглашенный молодой актер в главной роли (за фильм «Саутленд»)
- Молодой актёр:
  - 2016 — Лучшая роль в телесериале - молодой актер, повторяющийся (за фильм «Белла и Бульдоги»)
- Премия молодого артиста
  - 2017 — Лучший приглашенный молодой актер в главной роли - телесериал (за фильм «Бывает и хуже»)